# 氏家達夫
氏家 達夫（うじいえ たつお、1952年11月24日 - ）は、日本の教育心理学者、名古屋大学名誉教授。

## 略歴
北海道生まれ。北海道大学教育学部卒、1983年同大学院博士後期課程満期退学。2003年「親になるプロセス」で博士（教育学）。国立音楽大学講師、助教授、1988年福島大学教育学部助教授を経て、2002年名古屋大学教育発達科学研究科教授。2018年定年、名誉教授、放送大学愛知学習センター所長・特任教授となる。

## 著書
- 『親になるプロセス』 (認識と文化）金子書房 1996
- 『子どもは気まぐれ ものがたる発達心理学への序章』ミネルヴァ書房 1996

### 共編著
- 『「個の理解」をめざす発達研究』三宅和夫, 陳省仁共著 有斐閣 2004
- 『基礎発達心理学』陳省仁共編著 放送大学教育振興会 2006
- 『発達心理学特論』内田伸子共編著 放送大学教育振興会 2007
- 『発達心理学概論』陳省仁共編著 放送大学教育振興会 2011
- 『親子関係の生涯発達心理学』高濱裕子共編著 風間書房 2011
- 『社会・文化に生きる人間』 (発達科学ハンドブック) 遠藤利彦共責任編集 新曜社 2012

## 論文
- <氏家達夫